# Webera crudoides
Webera crudoides là một loài rêu trong họ Bryaceae. Loài này được Sull. & Lesq. A. Jaeger mô tả khoa học đầu tiên năm 1880.